# Курнос-Другий
Курнос-Другий (пол. Kurnos Drugi) — село в Польщі, у гміні Белхатув Белхатовського повіту Лодзинського воєводства.
Населення — 527 осіб (2011).
У 1975-1998 роках село належало до Пйотрковського воєводства.

## Демографія
Демографічна структура станом на 31 березня 2011 року:
|          | Загалом | Допрацездатний вік | Працездатний вік | Постпрацездатний вік |
| -------- | ------- | ------------------ | ---------------- | -------------------- |
| Чоловіки | 255     | 47                 | 179              | 29                   |
| Жінки    | 272     | 44                 | 160              | 68                   |
| Разом    | 527     | 91                 | 339              | 97                   |